# دیو (گروه موسیقی)
دیو (به انگلیسی: Dio) نام یک گروه هوی متال آمریکایی است که توسط رونی جیمز دیو پس از جدایی از بلک سبث در ۱۹۸۲ تشکیل شد. در یک مصاحبه که در ورژن خاصی از آلبوم شناگر مقدس در دسترس است، رونی جیمز دیو می‌گوید که او هیچگاه نمی‌خواسته‌است که کارش را در عرصه موسیقی به صورت شخصی دنبال کند. او قصد داشت تا گروه جدیدی با دوست قدیمی خود و یکی از اعضای سابق بلک سبث به نام وینی اپایس، نوازنده درامز، ایجاد کند. انتخاب نام دیو برای گروه جنبه تجاری داشت چرا که این نام در آن زمان کاملاً شناخته شده بود. دیو در زبان ایتالیایی و لاتین قرون وسطایی به معنی «خدا» است.
گروه دیو تاکنون ۱۰ آلبوم استودیویی را منتشر ساخته و تغییرات بسیاری را در اعضای گروه داشته‌است. تنها عضو ثابت گروه رونی جیمز دیو خواننده می‌باشد. این گروه در سال ۲۰۱۰ منحل شد.

## پیشینه
در ۱۹۸۲ اختلافی که بر روی ضبط آلبوم Live Evil گروه بلک سبث پیش آمد باعث شد تا رونی جیمز دیو و وینی اپایس از گروه جدا شوند. آن دو می‌خواستند که همچنان به همکاری با یکدیگر ادامه دهند از این رو در اکتبر ۱۹۸۲ گروه دیو را در ایالات متحده آمریکا تشکیل دادند. در ماه مه ۱۹۸۳ اولین آلبوم آن‌ها یعنی شناگر مقدس منتشر شد. آلبومی که حاوی دو قطعه «رنگین کمان تاریک» و «شناگر مقدس» بود که به سرعت مورد توجه هواداران و ام تی وی قرار گرفت. همچنین این آلبوم با نقدهای مثبت منتقدین همراه شد و توانست در ۱۲ سپتامبر ۱۹۸۴ جایزه گلد و در ۲۱ سپتامبر ۱۹۸۹ جایزه پلاتینیوم را از آن خود کند. رونی و جیمی بین نوازندگی کیبورد را در استودیو به عهده داشتند ولی برای اجراهای زنده از کلاود اشنل دعوت به همکاری شد. دیو در مورد روزهای نخستین گروه چنین می‌گوید:
برای بودن با گروه زمان بسیار خوبی بود. برای ما آن روزگار بهترین بود. همه چیز سر جای خودش قرار داشت و تمرین گروه واقعاً شگفت‌انگیز بود. کارهای ضبط آلبوم به خوبی پیش می‌رفت و همه اعضای گروه سعی می‌کردند بهترین باشند. ما به آنچه می‌کردیم اعتقاد داشتیم و صبرمان هم برای انتشار آلبوم و عرضه به هواداران لبریز شده بود.

### آخرِ خط و شیطان خیالی
در ژوئیه ۱۹۸۴ دیو، دومین آلبوم خود را با عنوان آخرین حمله منتشر ساخت. این آلبوم در ۱۲ سپتامبر ۱۹۸۴ برنده جایزه گلد و در سوم فوریه ۱۹۸۷ برنده جایزه پلاتینیوم آمریکا شد. این آلبوم اولین حضور کلاود اشنل به عنوان نوازنده کیبورد در گروه بود. سومین آلبوم گروه قلب از خودگذشته بود که در اوت ۱۹۸۵ منتشر شد. این آلبوم در رده‌بندی مجله بیلبورد شماره ۲۰۰ در مقام ۲۹ جای گرفت. همچنین در دنباله موفقیت آلبوم‌های پیشین دیو، این آلبوم هم در اکتبر ۱۹۸۵ برنده جایزه گلد آمریکا شد.
در ۱۹۸۵، رونی جیمز دیو با کمک ویوین کمپل به عنوان نوازنده گیتار مشغول نوشتن قطعه «ستاره» برای پروژه هیر ان اید شد. کمپل از نحوه مدیریت گروه ناخرسند بود و سرانجام در ۱۹۸۷ پس از دعوت از سوی گروه وایت‌اسنیک دیو را ترک گفت و به وایت‌اسنیک پیوست. آلبوم اجرای زنده زمان تنفس در ۱۹۸۶ به صورت ای پی منتشر شد، در چندین آهنگ این آلبوم کمپل همچنان نقش نوازندگی گیتار گروه را بر عهده داشت اگر چه که در همین آلبوم جانشین وی نیز یعنی کریگ گلدی حضور داشت.
۲۱ ژوئیه ۱۹۸۷ گروه آلبوم شیطان خیال را منتشر ساخت. پس از انتشار آلبوم گلدی از گروه جدا شد تا به کار بر روی آثار شخصی خود بپردازد. در ژوئن ۱۹۸۹ روآن رابرتسون که آن زمان تنها ۱۸ سال داشت به گروه پیوست اما اشنل، بین و اپایس از گروه جدا شدند.

## دوران تغییر

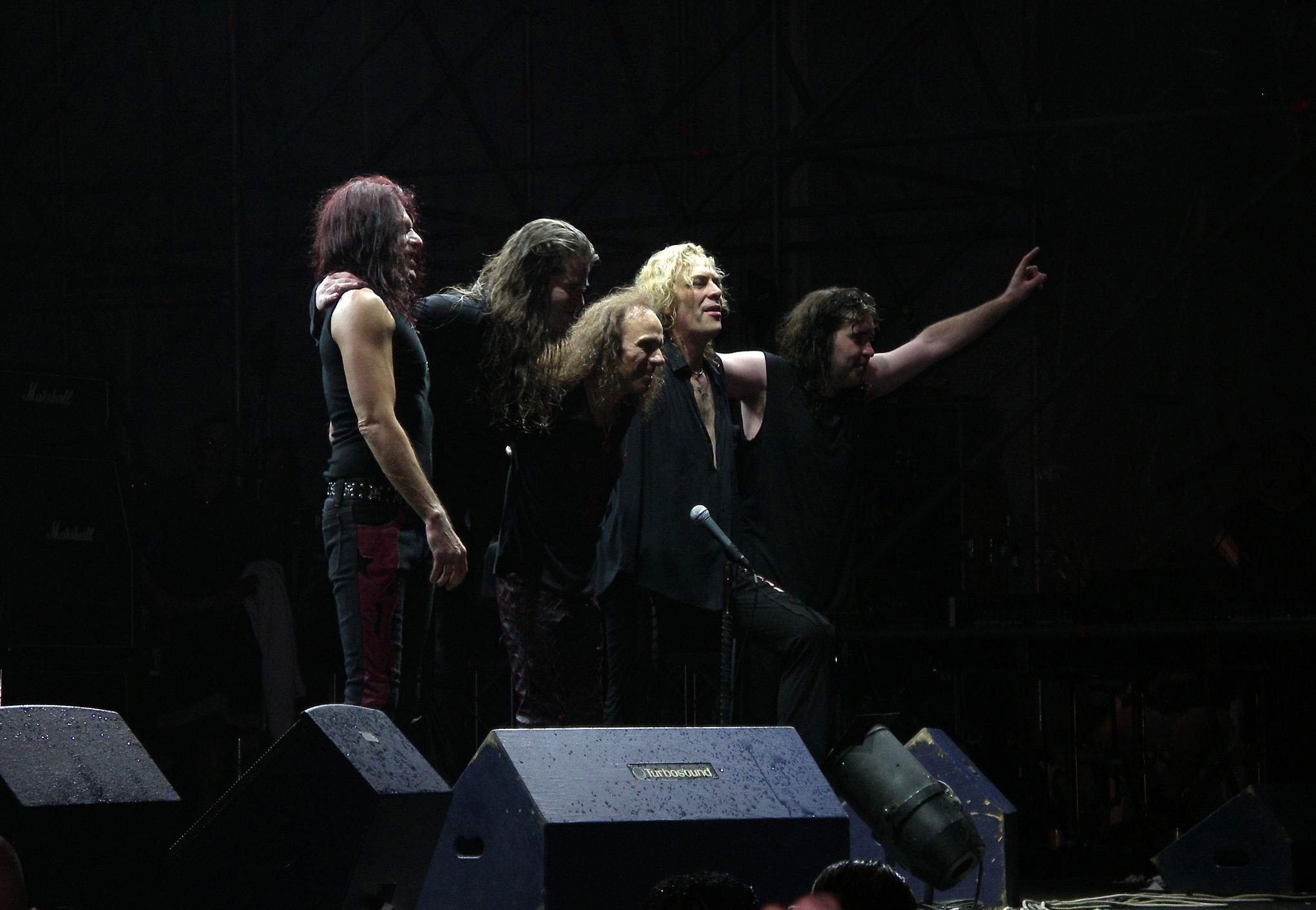
یکی از آخرین کنسرت ها در ایتالیا سال 2005

اشنل، بین و اپایس همراه با احترام از گروه جدا شدند و جای خود را به تدی کوک، جنز جانسن و نوازنده سابق درامز ای‌سی/دی‌سی، سیمون رایت دادند. گروه با اعضای جدید در بهار ۱۹۹۰ آلبوم در جستجوی گرگ‌ها را منتشر ساخت. در زمان برگزاری تور اجرای زنده این آلبوم رونی با گیزر باتلر از بلک سبث ملاقات می‌کند. این ملاقات منجر به بهم پیوستن بلک سبث برای مدت کوتاهی و انتشار آلبوم انسانیت زدا شد. پس از این دوباره رونی گروه دیو را تشکیل داد ولی فقط این بار اپایس از اعضای قدیمی حضور داشت. اواخر ۱۹۹۴ تریسی جی نوازنده گیتار، اسکات وارن نوازنده کیبورد و جف پیلسن نوازنده باس به گروه ملحق شدند. در این دوره گروه مضامین قدیمی در شعر را به فراموشی سپرد و رو به مضامین به روزتری آورد. از نظر برخی هواداران آلبوم‌هایی که در این دوره منتشر شد، بزرگراه‌های غریب در ۱۹۹۴، ماشین‌های خشمگین در ۱۹۹۶، آلبوم اجرای زنده دوزخ-آخرین در زندگی بدترین‌های دیو بودند در حالیکه عده دیگری آن را قدمی به جلو گذشت از مضامین تکراری دههٔ ۸۰ می‌دانستند. آلبوم ماشین‌های خشمگین با فروش خوبی مواجه نشد و همین مسئله باعث شد تا تولیدکننده بر روی گروه فشار بیاورد تا به حال و هوای آلبوم‌های پیشین بازگردد و تریسی جی گروه را ترک کند و کریگ گلدی جانشین وی شود.

### بازگشت به اصل
برای ضبط هشتمین آلبوم دیو یعنی مجیکا کریگ گلدی به گروه بازمی‌گردد. البته تنها او نیست که به دیو بازگشته، سیمون رایت و جیمی بین هم برای ضبط این آلبوم به دیو بازگشتند و حاصل کار ضبط آلبوم موفقی شد که در رده‌بندی مجله بیلبورد مقام ۱۳ را کسب کرد، همچنین این آلبوم در میان «آلبوم‌های بازگشت» گروه‌ها یکی از بهترین‌ها شد. این آلبوم نشانگر بازگشت گروه به آثار قدیمی است که با افزوده شدن کیبورد حال و هوای به خود گرفت. در هنگام برگزاری تور اجرای زنده اختلافی بین گلدی از یک سو و رونی جیمز دیو و جیمی بین از سوی دیگر پدید آمد که باعث شد تا در ژانویه ۲۰۰۲ گروه را ترک کند و جای خود را به داگ آلدریچ بدهد. اما او که کمی دیر به گروه پیوسته بود نتوانست نامش را در ضبط آلبوم نهم گروه، شکار اژدها، ثبت کند. شکار اژدها در می ۲۰۰۲ منتشر شد و با استقبال چشمگیری مواجه شد و در رده‌بندی دویست تایی بهترین آلبوم‌های مجله بیلبورد قرار گرفت و همچنین در جدول رده‌بندی آلبوم‌های مستقل آمریکا به مقام هجدهم رسید. آلدریچ تا آوریل سال بعد در گروه باقی ماند و البته او هم به مانند کمپل به وایت‌اسنیک پیوست و از گروه جدا شد و دوباره گلدی جایگزین آن شد. کمی بعد نیز جیمی بین گروه را ترک گفت.

### از ارباب ماه تا به امروز
۳۰ اوت ۲۰۰۴ گروه دیو دهمین آلبوم خود را با عنوان ارباب ماه در اروپا و در ۷ سپتامبر در آمریکا منتشر ساخت. در ضبط این آلبوم جف پیلسن نفش نوازندگی گیتار باس را به عهده داشت اگرچه که به دلیل گرفتاری او برای گروه سابقش، فارینر، باعث شد تا کمی بعد او گروه را ترک کند و جای خود را به رادی سارزو بدهد.
سال ۲۰۰۵ آلبوم اجرای زنده اهریمن یا ایزد-اجرای زنده نیویورک منتشر شد، آلبومی که محتوای قطعات مشابهی بود که در ۲۰۰۳ در یکی دی‌وی‌دی منتشر شده بود. دیو ادعا کرد که در انتشار این آلبوم نقشی نداشته چنان‌که او انتشار آن را به ناشر واگذار کرده بود. گروه تور اجرای زنده‌ای را در آمریکای شمالی، ژاپن، اروپا و روسیه با عنوان «یک بعد از ظهر با دیو» را راه انداخت. گروه تصمیم داشت تا یک فیلم را در فرمت دی‌وی‌دی از اجرای خود در روسیه را منتشر کند که سرانجام این فیلم از اجرای لندن، انگلستان تهیه شد. ورژن صوتی این فیلم از که دو سی‌دی با عنوان «اجرای زنده شناگر مقدس» بود در آوریل ۲۰۰۶ منتشر شد.
سال ۲۰۰۷ اعلام شد که بلک سبث قصد تشکیل مجدد با حضور رونی جیمز دیو را دارد ولی این بار با نام جدید هون اند هل. خبری از قول گیز باتلر نوازنده باس بلک سبث/هون اند هل منتشر شد مبنی بر اینکه هون اند هل در حال مذاکره با چند ناشر برای انتشار یک آلبوم جدید در ۲۰۰۹ است. دیو در مورد آلبوم در پیش رو چنین می‌گوید:
همه چیز عالیست. ما این آلبوم را چیزی میان دو آلبوم Mob Rules و انسانیت زدا ساختیم. من فکر می‌کنم یک چیزهایی از انسانیت زدا در آن یافت می‌شود ولی خیلی چیزهای دیگر هم در آن گنجاندیم، یک آمیخته عالی از آنچه که این گروه تاکنون منتشر کرده‌است.
همکاری رونی جیمز دیو با هون اند هل باعث وقفه در ضبط آلبوم ارباب ماه، مجیکا II گروه دیو شد. سه سال وقفه در کار گروه همراه بود با ده اجرای زنده کوچک در اروپا در می و ژانویه ۲۰۰۸ و همین‌طور تور در نوامبر/دسامبر ۲۰۰۹ که قرار بود با ۲۲ اجرا از انگلستان آغاز شود و به آلمان ختم شود. در خلال این مدت داگ آلدریچ جای کریگ گلدی را که درگیر پروژه دیگری بود را پر کرد. دیو تصمیم داشت تا آلبوم تکی با نام «الکترا» را هم‌زمان با برگزاری تور منتشر کند، این آهنگ می‌توانست اولین آلبوم تک آن‌ها پس از ۵ سال باشد. همچنین گروه تصمیم گرفت تا یک یا دو آلبوم را در ۲۰۱۰ منتشر کند.
۱۸ نوامبر ۲۰۰۹ تور اجرای زنده اروپا به علت بستری شدن رونی جیمز دیو در بیمارستان لغو شد. چندی بعد پس از آزمایش‌هایی که بر روی وی انجام شد، پزشکان علت بیماری وی را سرطان معده تشخیص دادند. همسر و مدیر برنامه‌های او، وندی دیو ضمن سپاس گویی از هوادارانی که برای رونی آرزوی سلامتی کرده بودند چنین بیان کرد:
پس از اینکه رونی، این اژدها را بکشد به روی سن باز خواهد گشت. جایی که او بدان تعلق دارد و کاری که او همیشه به آن عشق ورزیده‌است، اجرا برای هوادران بر روی سن.

## آلبوم‌ها
مقاله اصلی: ترانه‌شناسی دیو
- غواص مقدس (۱۹۸۳)
- آخر صف (۱۹۸۴)
- قلب قدسی (۱۹۸۵)
- رویاهای پلید ببین (۱۹۸۷)
- گرگ‌ها را محبوس کن (۱۹۹۰)
- بزرگراه‌های غریب (۱۹۹۴)
- ماشین‌های خشمگین (۱۹۹۶)
- مجیکا (۲۰۰۰)
- شکار اژدها (۲۰۰۲)
- ارباب ماه (۲۰۰۴)